# Reno (Tizzano Val Parma)
Reno è una frazione del comune di Tizzano Val Parma, in provincia di Parma.
La località dista 1,92 km dal capoluogo.

## Geografia fisica
Reno sorge alla quota di 522 m s.l.m., su un altopiano posto sul versante destro della Val Parma.

## Origini del nome
La frazione, nota in epoca medievale come Vacaritia e Vaccareza col significato di "casa di vaccari", a partire dal XIV secolo assunse il nome di Reno, di probabile origine dal gallico Renos, ossia "fiume".

## Storia
Il centro abitato fu fondato in epoca medievale; la più antica testimonianza della sua esistenza risale al 1005, quando Vacaritia fu citata in un atto di conferma di beni al monastero di San Paolo di Parma da parte del vescovo Sigefredo II.
In seguito a servizio del borgo fu edificata una cappella, nominata per la prima volta nel 1230.
Successivamente il centro abitato fu aggregato al feudo di Tizzano appartenente ai Terzi; il 19 agosto 1387 la contea, comprendente numerosi territori dei dintorni, fu assegnata a Niccolò Terzi il Vecchio dall'imperatore del Sacro Romano Impero Venceslao di Lussemburgo; tale diploma, sigillato a Norimberga, costituisce il più antico documento in cui il borgo sia menzionato col nome di Reno.
In seguito all'assassinio di Ottobuono de' Terzi nell'agguato di Rubiera del maggio 1409, il castello di Tizzano fu occupato dai Fieschi. Pochi anni dopo, Niccolò de' Terzi, il Guerriero, figlio di Ottobuono, riottenne dal duca di Milano Filippo Maria Visconti la contea, che mantenne fino al 1449, quando fu costretto alla fuga in seguito alla presa del potere da parte di Francesco Sforza; quest'ultimo investì del feudo il conte Pietro Ghirasio da Contrano, il cui figlio Agolante dopo alcuni anni alienò il castello al marchese Gianfrancesco I Pallavicino all'insaputa del fratello maggiore Anfitrione.
Alla morte di Rolando Pallavicino nel 1529, il feudo fu a lungo conteso tra i suoi generi e dopo alcuni anni fu acquistato dal duca di Parma Ottavio Farnese. All'epoca, come testimoniato dallo storico Bonaventura Angeli, il borgo di Reno risultava popoloso, grazie alla ricchezza del territorio. Nel 1650 il duca Ranuccio II Farnese investì del feudo di Tizzano il marchese Domenico Doria, i cui discendenti ne mantennero il possesso per oltre un secolo; dopo la morte di Maria Maddalena Doria alla fine del XVIII secolo, la contea fu assegnata al marchese Troilo Venturi, che ne conservò i diritti fino alla loro abolizione sancita dai decreti napoleonici del 1806.

## Monumenti e luoghi d'interesse

### Chiesa di San Nicolò

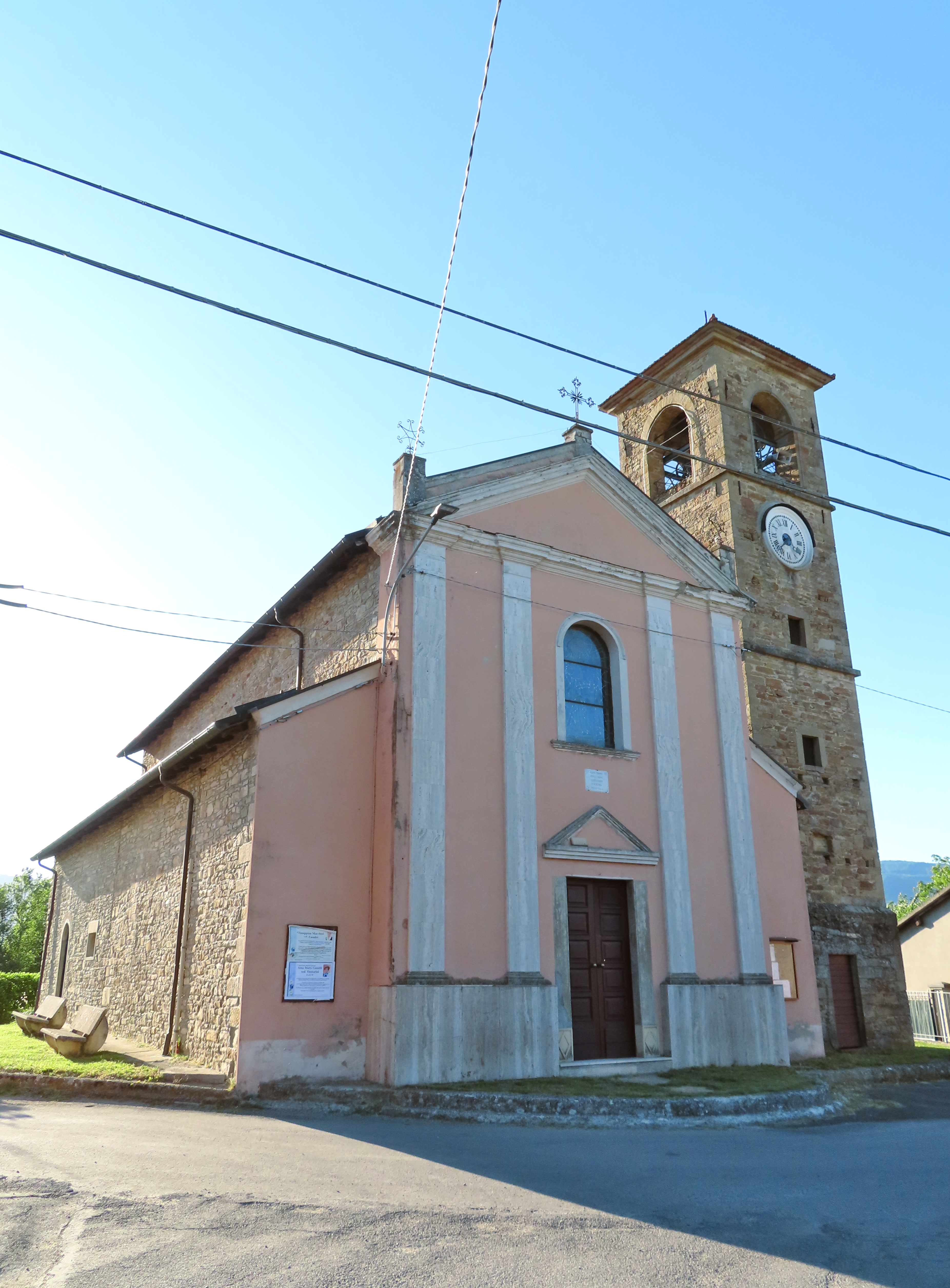
Chiesa di San Nicolò

Menzionata per la prima volta nel 1230, la cappella originaria, elevata a sede parrocchiale autonoma nel 1564, fu distrutta da una frana verso il 1765; ricostruita in località Reno di Sopra tra il 1768 e il 1773, la chiesa neoclassica fu restaurata nella facciata nel 1909 e nuovamente intorno al 1960. L'edificio, sviluppato su una pianta a navata unica affiancata da due cappelle per lato, presenta una facciata a salienti intonacata, scandita da quattro lesene a sostegno del frontone triangolare di coronamento; all'interno l'aula, scandita da lesene, accoglie alcuni dipinti di pregio.